# Volkswagen Halle Braunschweig
Die Volkswagen Halle Braunschweig ist eine Mehrzweckhalle in der niedersächsischen Großstadt Braunschweig. Sie ist u. a. für Sportveranstaltungen, Konzerte, TV-Produktionen und Kongresse ausgelegt und liegt am Europaplatz. Die Halle am Rande des Bürgerparks und der Oker wurde im September 2000 eröffnet und 2006 erweitert. Die Halle ist nach dem Volkswagen (Abkürzung VW), der Kernmarke der Volkswagen AG, benannt.

## Geschichte

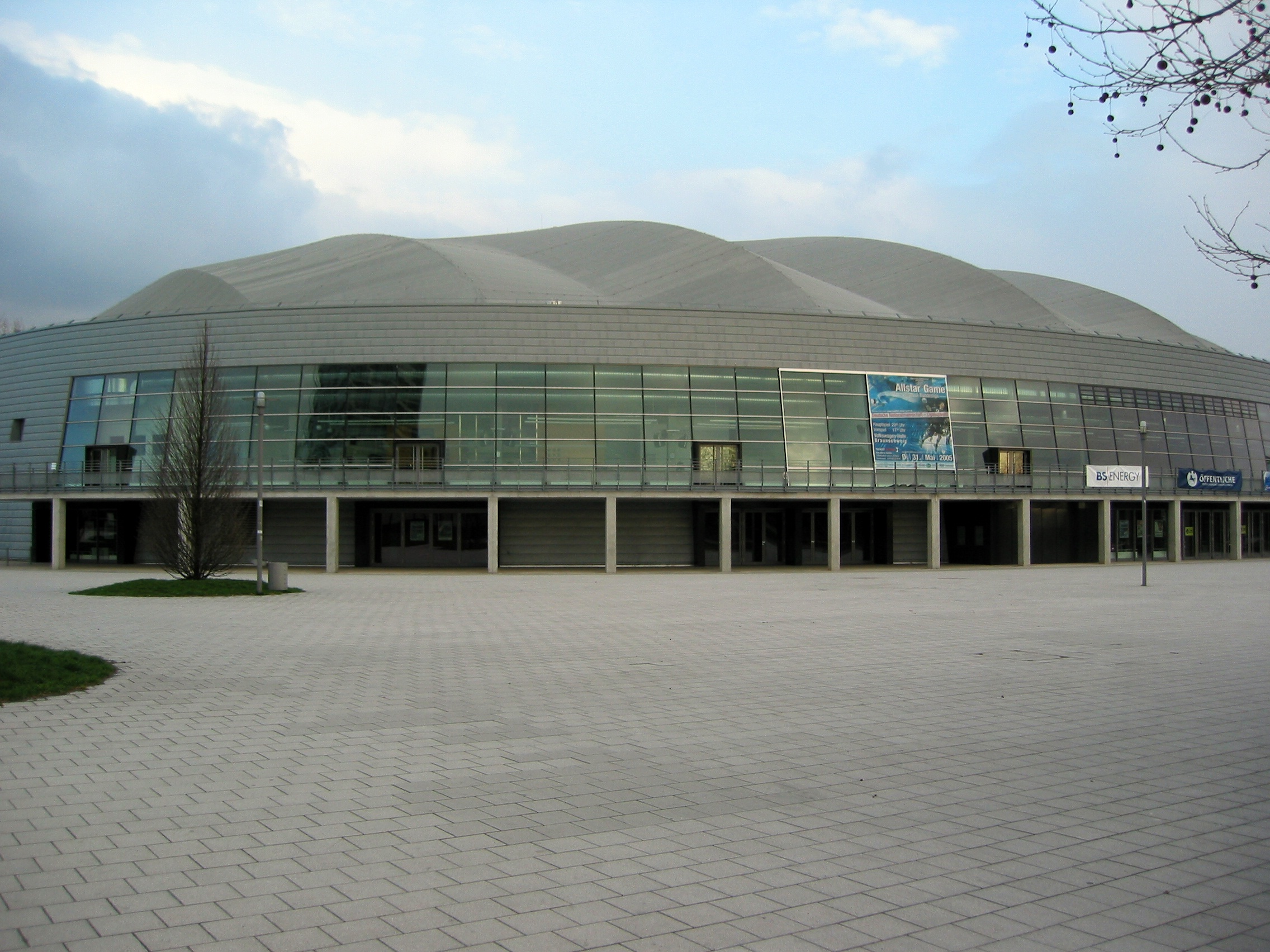
Die Halle vor dem Umbau (2005)

Am 14. Juli 1998 wurde die „Stiftung Sport und Kultur für Braunschweig“ für die Errichtung einer Mehrzweckhalle am Europaplatz gegründet. Die Grundsteinlegung fand am 20. September 1999 in Anwesenheit von 350 Gästen statt, die Eröffnung fand ein Jahr später am 20. September 2000 mit einer Show mit 6000 Besuchern statt.
Von Beginn des Sommers bis zum Ende des Herbstes 2006 wurde die Veranstaltungshalle umgebaut und durch einen Anbau um ca. 2000 m² vergrößert. Durch den Anbau wurde der V.I.P.-Bereich erheblich vergrößert und versucht, das Foyer ansehnlicher zu gestalten. Außerdem wurden innerhalb der Halle 4 V.I.P.-Logen eingebaut. Der Umbau fand statt, um die Attraktivität der Halle zu steigern und dem wachsenden Konkurrenzdruck anderer modernerer Hallen standzuhalten.

## Veranstaltungen

### Sport
Die Halle ist Austragungsort der Heimspiele der Basketball-Bundesliga-Mannschaft Basketball Löwen Braunschweig. Neben den Spielen der Basketball-Bundesliga fanden bisher auch der Basketball-Supercup (Turnier mit der deutschen Nationalmannschaft und drei weiteren Nationalmannschaften), ein Hallenfußballturnier, ein Handballturnier sowie das HBL All-Star Game 2005, Begegnungen im Davis Cup, mehrere Profi-Boxkämpfe u. a. von Dariusz Michalczewski und Vitali Klitschko, eine WWE-Wrestling-Veranstaltung, sowie Tanzturniere statt. Seit 2002 wird mit den Löwen Classics jährlich ein internationales Hallenreitturnier in der Halle ausgetragen. Darüber hinaus dient der Standort auch als Veranstaltungsort für Betriebsversammlungen.
Die Erstrundenbegegnung im Fed Cup 2019 zwischen Deutschland und Belarus fand am 9. und 10. Februar in der Mehrzweckhalle in Braunschweig statt. Für die Veranstaltung wurde ein Hartplatz aus Rebound Ace verlegt.

### Weitere Veranstaltungen
Neben sportlichen Ereignissen und Konzerten wurde die Halle von 2001 bis 2009 auch für das jährliche Breakdance-Festival „Battle of the Year“ genutzt. Die 133. Ausgabe der Fernseh-Show Wetten, dass..? wurde am 26. Januar 2002 hier produziert, ein zweites Mal war die Show am 7. November 2009 zu Gast. Seit 2010 wurde die Sendung „Willkommen bei Carmen Nebel“ aus Braunschweig ausgestrahlt. Anlässlich des dort stattfindenden Bundesparteitages der AfD vom 30. November bis 1. Dezember 2019 wurde die Betreibergesellschaft der Halle vom VW-Konzern aufgefordert, den Schriftzug mit dem Namen abzudecken, um nicht mit der Veranstaltung in Verbindung gebracht zu werden.

## Eigentümer und Betreiber
Mit Wirkung vom 30. Juni 2014 wurde das Erbbaurecht der Halle von der bisherigen Eigentümerin, der Stiftung Sport und Kultur für Braunschweig, auf die Stadthalle Braunschweig Betriebsgesellschaft mbH übertragen. Der Erbbaurechtsvertrag läuft bis Jahresende 2112.
Gesellschafter der Betreibergesellschaft ist zu rund 94,8 Prozent die Stadt Braunschweig Beteiligungs-Gesellschaft mbH (SBBG), eine hundertprozentige Tochter der Stadt. Die restlichen Anteile hält die Stadt direkt.